# Ollie Watkins
Oliver George Arthur Watkins (født 30. december 1995) er en engelsk professionel fodboldspiller, som spiller for Premier League-klubben Aston Villa og Englands landshold.

## Klubkarriere

### Exeter City
Watkins begyndte sin karriere hos Exeter City, og skrev sin første professionelle kontrakt med klubben i april 2014. Han fik sin førsteholdsdebut i maj af samme år. Han blev i december 2014 udlejet til Weston-super-Mare, som på tidspunktet spillet i den sjettebedste række.
Watkins fik sit førsteholdsgennembrud hos Exeter i løbet af 2015-16 sæsonen. I 2016-17 sæsonen scorede han 14 mål og lavede 12 assists, som resulterede i, at han blev kåret som årets unge spiller i League Two.

### Brentford
Watkins skiftede i juli 2017 til Brentford. Han blev med det samme etableret som en fast mand på holdet, dog hans to første sæsoner var relativt anonyme.
Hans store gennembrud kom i 2019-20 sæsonen, hvor han sammen med Saïd Benrahma og Bryan Mbeumo dannede ligaens farligste trio, med kælenavnet BMW. Han blev i sæsonen kåret som årets spiller i Championship, og sluttede sæsonen som klubbens topscorer med 25 mål, dog et enkelt bag ligatopscorer Aleksandar Mitrović.

### Aston Villa
Watkins skiftede i september 2020 til Aston Villa i en aftale, som gjorde ham til klubbens dyreste transfer nogensinde på tidspunktet. Han scorede sit første Premier League mål, og sit første Premier League hattrick, den 4. oktober 2020, da Villa slog Liverpool 7-2.
Efter ankomsten af Unai Emery som Aston Villa træner i oktober 2022, så vendte Watkins' sløve form sig, og han scorede ni mål i sine første 11 kampe under den nye træner. Han fortsatte denne gode form ind i 2023-24 sæsonen, hvor at han ledte Aston Villa til at kvalificere sig til Champions League for første gang under turneringens nuværende navn. Han var holdets topscorer med 19 sæsonmål, men nok mere notabelt var, at han sluttede med 13 assist på sæsonen, hvilke var flere end nogen anden spiller i ligaen, og han vandt dermed Playmaker of the Season-prisen.

## Landsholdskarriere
Watkins debuterede for det engelske landshold den 25. marts 2021.

## Titler
Individuelle
- Premier League Playmaker of the Season: 1 (2023-24)
- EFL Championship Årets spiller: 1 (2019-20)
- PFA Championship Årets hold: 1 (2019-20)
- EFL League Two Årets unge spiller: 1 (2016-17)